# مهتران (بیرجند)
مهتران یک منطقهٔ مسکونی در ایران است که در دهستان باقران واقع شده‌است. مهتران ۲۳ نفر جمعیت دارد.